# Попарт

Річард Гамільтон, «Що робить наші сьогоднішні помешкання такими різними, такими привабливими?» (1956) — одна з найперших робіт попарту

Попа́рт (англ. pop-art, скорочення від англ. popular art —популярне мистецтво; етимологію також пов'язують з англ. рор — уривчастий удар, плескіт) — напрям в образотворчому мистецтві, започаткований  у 1950–1960-х роках, що виник як реакція на абстрактний експресіонізм та використовує образи продуктів вжитку. За наступні десятиліття набув видозмін та значного комерційного успіху, збагативши своєю стилістикою сфери реклами, моди, дизайну тощо.
Образ, запозичений у масовій культурі, переміщується в інший контекст:
- змінюються масштаб та матеріал;
- оголюється прийом або технічний метод;
- виявляються інформаційні перешкоди та ін.

## Історія
Термін «попарт» вперше з'явився у пресі в статті англійського критика Лоуренса Елловея (1926–1990). У 1966 році Елловей відкрито зізнавався: «Тоді я не вкладав у це поняття той зміст, яким воно володіє сьогодні. Я використовував це слово нарівні з терміном „попкультура“, щоб схарактеризувати продукти засобів масової інформації, а не витвори мистецтва, для яких були використані елементи цієї „народної культури“. У будь-якому разі, поняття увійшло до вжитку десь між зимою 1954/55 років та 1957 роком».
Перші роботи у стилі попарт виконали три художники, які вчилися у лондонському Королівському художньому коледжі — Пітер Блейк, Джо Тілсон та Річард Сміт. Але першою роботою, що отримала статус ікони попарту, був колаж Річарда Гамілтона «Що робить наші сьогоднішні помешкання такими різними, такими привабливими?» (1956)
Попарт прийшов на зміну абстрактному експресіонізму, орієнтуючись на нову образність, що створювалася засобами масової інформації та рекламою.
Попарт породив наступні напрями у мистецтві: опарт, кінетичне мистецтво, ситуативне мистецтво (англ. situation art).

## Попарт у США
Найбілього розквіту напрямок зазнав в Америці, де він став апологетикою  здійснення славнозвісної американської мрії та красивого життя. У 1964 році робота  Раушенберга   на 32 Венеційському бієнале отримала Гран Прі за інсталяцію,  створену з предметів масового споживання, що уславлювала технократичну культуру. Енді Воргол, син українських емігрантів-лемків,  став  відомим  завдяки використанню промислової реклами не тільки товарів, як супів «Campbell’s», пляшок «Coka-Cola», а й популярних зірок, як М. Монро, Е. Преслі, Е. Тейлор та багатьої інших. Рой Ліхтенштейн спеціалізувався на коміксах, збільшуючи у своїх полотнах поліграфічні растри та «бульбашки» зі словами, популяризуючи стиль масової культури.
Міжнародну славу попарту принесли  також такі художники як  * Христина Катракіс * Том Вессельман * Річард Гамільтон * Ред Грумз * Аллан Д'Арканджело * Джим Дайн * Джаспер Джонс * Ален Джоунс * Роберт Індіана * Алекс Кац  * Клас Олденбург * Пітер Блейк * Мел Рамос  * Джеймс Розенквіст * Ед Руша * Джордж Сегал * Вейн Тібо  * Пітер Філіпс * Кіт Гарніґ
- Девід Гокні * Марісоль Ескобар * Пітер Макс

### Цитати
Попарт — популярний, скороминущий, дотепний, швидкий до забуття, сексуальний, молодий.— Річард Гамільтон
Поп — це кохання, так як поп визнає усе… Поп є подібним до розриву вибухівки. Це американська мрія, оптимістична, щедра, наївна. — Роберт Індіана

## Попарт і світове мистецтво
Стилістика попарту знаменувала прихід постмодернізму й поширилася  в інших країнах, хоча мала інші підгрунтя й назви. 
Так, у Франції  з 60-х років діяла группа « Нового реалізму» начолі з  теоретиком П'єром Рестані, до якої увійшли: Ів Кляйн, Жан Тінгелі, Сезар, Арман, Хрісто, Даніель Споеррі, Дюфрен та інші художники.  На відміну від американців, які демонстрували  зразки «товарного раю»,  вони здебільшого створювали образ «товарного пекла».  Абсорбували урбаністичне середовище та перекодували речі у деконструктивному контексті.
Митець Хрісто обгортвав упаковку мости, будинки й інші великі споруди у публічних місцях, демонстрував відрив об’єкту від своєї утилітарної  призначеності. Сезар компресував та розфарбовував предмети, зібрані на сміттєзвалищах, створюючи апокаліптичні монументи суспільству масового споживання. 
В Італії митці, що використовували «реді мейд» («готові предмети») об’єдналися в групі «Арта Повера». Особливість напрямку і певна спрямованість утворили впізнавану стилістику, вживану у різних контекстах.

## Інтерпретація Попарту в Україні
В Україні відбувалась зміна відчуття реальності під впливом постмодернізму, але не як масове захоплення. Стилістика попарту мала прояв у деяких представників  андеграунду. 1970-х роках  Микола Трегуб 
наклеював поруч з живописом  пачки цигарок, солом’яні стебла, частки грунту тощо.  Федір Тетянич  створював з реді-мейд великі інсталяціїз на вулицях Києва, які називав Біотехносферами. Львівська группа Фонд Мазоха у 1994 влаштувала перформанс з інсталяціями популярних предметів «Мавзолей для Президента». У сучасносу мистецтві попарт цитують  та перероблюють у новому контексті. Напрям  вплинув на подальший розвиток мистецтва плакату, дизайну, реклами, моди тощо.